# Shalom Hanoch
Shalom Hanoch (in ebraico שלום חנוך‎?; Kibbutz Mishmarot, 1º settembre 1946) è un cantante e compositore israeliano.
Considerato il padre dei cantanti Rock israeliani ed è uno dei più importanti artisti dell'area. I suoi lavori hanno profondamente influenzato il rock e la musica moderna israeliana. La sua collaborazione con Arik Einstein ha prodotto alcuni dei primi album rock israeliani.

## Biografia
Figlio di Sarah e Haim Hanoch, originari della Lettonia. Sin da bambino il suo talento musicale era noto nel kibbutz, e fintanto che non ha scoperto la musica rock ha ascoltato una larga varietà di generi, dalla classica a quella popolare russa, al Gospel e al Blues).
Dopo aver ricevuto la sua prima chitarra Jazz, all'età circa di 12 anni, Shalom comincia a scrivere le sue prime canzoni.

## Discografia
| - 1970 - Plastelina, פלסטלינה [Plasticina] (con Arik Einstein) - 1970 - Shablool, שבלול [Lumaca] (con Arik Einstein) - 1971 - Shalom - 1977 - Adam Betoch Azmo, אדם בתוך עצמו [Un uomo in se stesso] - 1981 - Hatuna Levana, חתונה לבנה [Nozze bianche] - 1983 - Al Pnei HaAdama, על פני האדמה [Sulla faccia della Terra] - 1985 - Mehakim LeMashiach, מחכים למשיח [Aspettiamo il Messia] - 1988 - Rak Ben Adam, רק בן אדם [Solo un uomo] - 1991 - BaGilgul Haze, בגלגול הזה [In questa vita] - 1992 - Lo Yachol Lishon Achshav, לא יכול לישון עכשיו [Ora non posso dormire] - 1994 - Alimut, א-לי-מות [Violenza] - 1997 - Erev Erev, ערב ערב [Sera sera] - 1999 - Muskat, מוסקט [Muscat] (con Arik Einstein) - 2002 - Adam Betoch Azmo (edizione del 25º anniversario) - 2003 - Or Israeli, אור ישראלי [Luce Israeliana] (con Monica Sex) - 2004 - Shablul (Remasterizzata) - 2009 - "Shalom Hanoch" | - 1969 - HaShlosharim, השלושרים - 1991 - HaShlosharim - 1976 - Sof Onat HaTapuzim, סוף עונת התפוזים [La fine della stagione degli aranci] - 2006 - Sof Onat HaTapuzim (Seconda edizione) - 1978 - Behofa'a Chaya, בהופעה חיה [Live] - 1980 - Arik Einstein VeShalom Hanoch Behofa'a, אריק איינשטיין ושלום חנוך בהופעה [Einstein e Hanoch Live] - 1989 - Shalom Hanoch BeHofa'a - Roman Amiti, שלום חנוך בהופעה - רומן אמיתי [Shalom Hanoch Live - Romanzo reale] - 2003 - Yetzia, יציאה [Exit] - 2005 - Shlomo Artzi VeShalom Hanoch BeKeisaria, שלמה ארצי ושלום חנוך בקיסריה [ Shlomo Artzi e Shalom Hanoch a Caesarea ] - 1995 - MiShirei Shalom Hanoch BaShanim 1969-1976 - 2004 - HaKufsa, הקופסא [The Box] - 2006 - HaMeitav, המיטב [The Best of] |